# Mazda T
El camión ligero Mazda T, conocido en otras latitudes como Mazda Titan es un modelo de uso comercial producido en forma propia o bajo licencia de la Isuzu (Isuzu serie N) por el fabricante japonés Mazda desde 1971. De la cuarta y la sexta generación de modelos son versiones OEM del vehículo que usan la práctica del producto remarcado.

## Predecesor
Mazda llegó al mercado de camiones ligeros y medianos con el Mazda E2000 para enero de 1964. Este vehículo, a su vez, había reemplazado a la anterior serie D. El E2000 vino con la carrocería estándar de cama baja del tipo planchón ("EVA12"), con tres portezuelas de descargue laterales ("EVA32S"), y con puerta trasera y lateral ("EVA12S").
Como propulsor, le había sido incorporado el motor VA, que le erogaba unos 60 kilovatios (80 HP), con una cilindrada de 1,985 cm³ (0 L), el cual a su vez dispuso en el D2000 anterior. En el momento de su introducción al mercado, la meta de producción se estimaba en unas 1,900 unidades por mes. En 1970, una versión designada E2500 sería añadida a la gama. esta estaba dotada con un motor de la serie "XA", derivado de un diseño de motor diésel adquirido a la Perkins, que le erogaba 57 kilovatios (76 HP), con una cilindrada de 2,522 cm³ (0 L)}. Su código de chasis es "EXA".

## Primera generación (1971–1980)

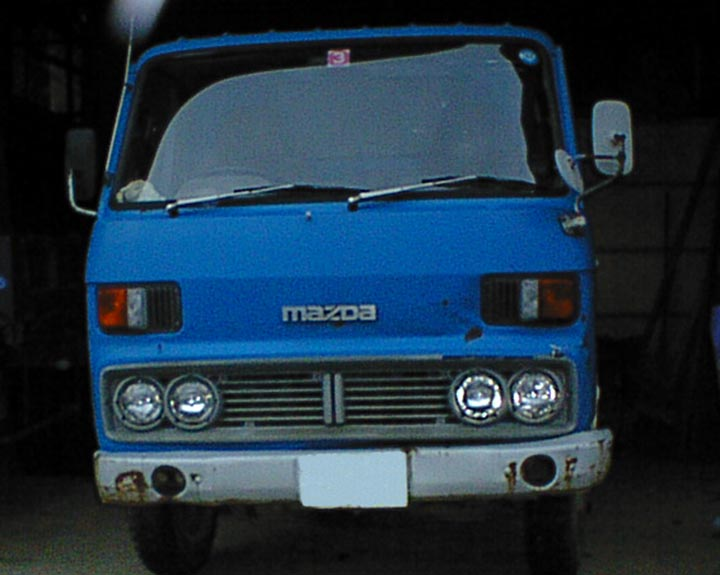
Primera generación, versión retocada de 1977.

El primer camión Mazda Titan fue presentado en 1971, como un sucesor del Mazda E2000, de dos toneladas de capacidad. Los rieles del chasis eran de disposición inusual para este tipo de diseño. Recibiendo el código de chasis "EXB", la cabina sobremontada retuvo el motor de 2.5 litros diésel "XA" del anterior E2000 sin mayores cambios.
Para su uso en cargas más pesadas, se dispuso además de una versión impulsada por un bloque de tipo diésel con un cilindraje mayor (2700 c.c.), el XB-T2700: Erogaba 2,7 L con cuatro caballos de fuerza adicionales (60 kilovatios (80 HP)). Una versión a gasolina L4 también estuvo disponible.En 1977, el diseño recibió retoques estéticos y mejoras mayores.Junto a luces direccionales, frontales y parachoques más grandes, serían más cuadradas e incorporaron ventilas para la cabina. Obviamente, la vieja "M" del logo será reemplazada por el nuevo logo corporativo de la "MAZDA", en letras.
La versión más equipada era propulsada por un motor de bloque diésel XC de 3.7 litros de cilindraje, con el que se ofrecían hasta 74 kilovatios (99 HP). Esta generación del Titan fue la primera incluso en la que la Ford monta como chasis para el "Ford Trader", un camión de tres toneladas de capacidad de carga para su consumo en el mercado australiano.

## Segunda generación (1980–1989)

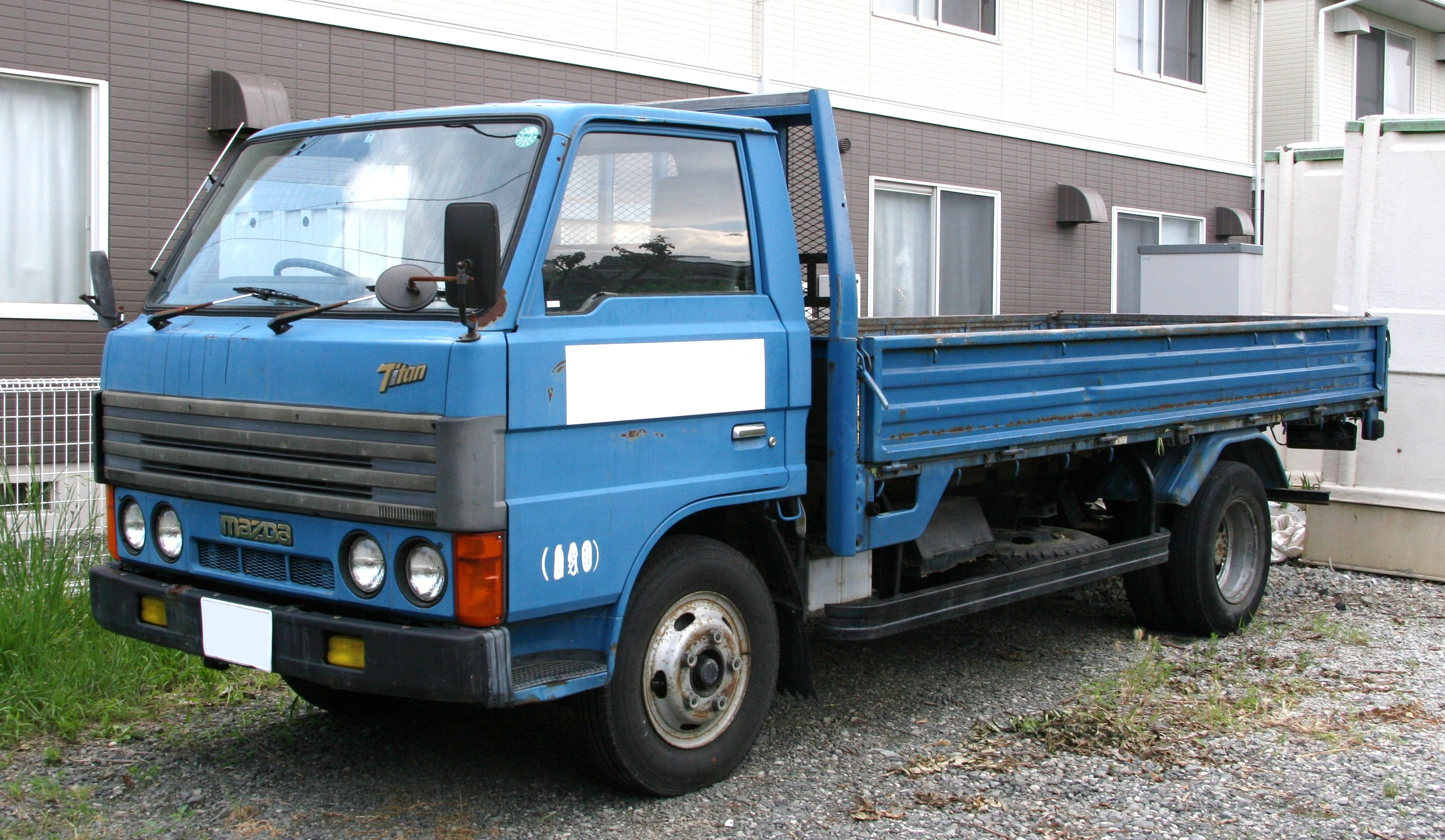
Segunda generación (1984–1987)

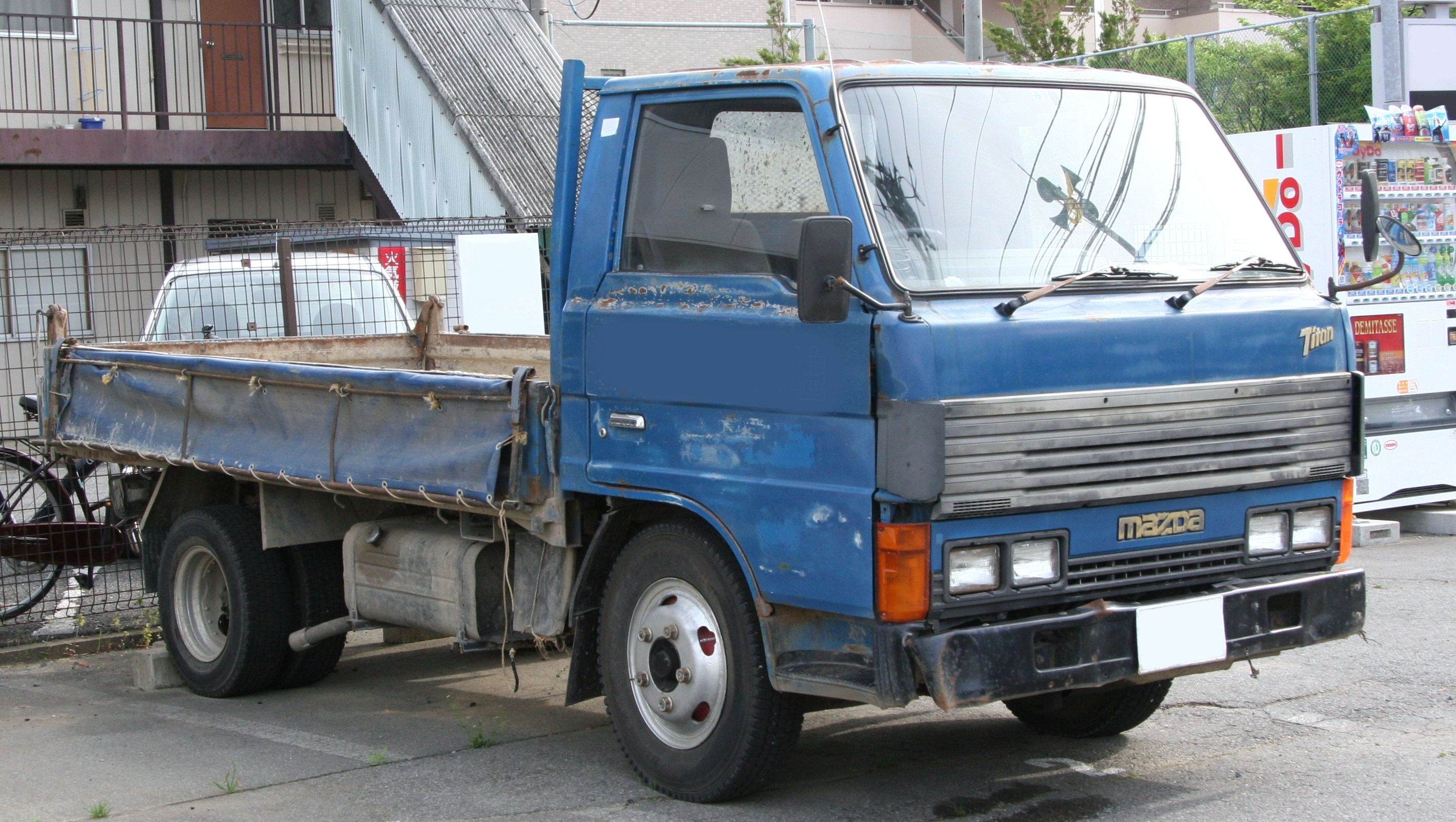
Segunda generación (1987–1989)

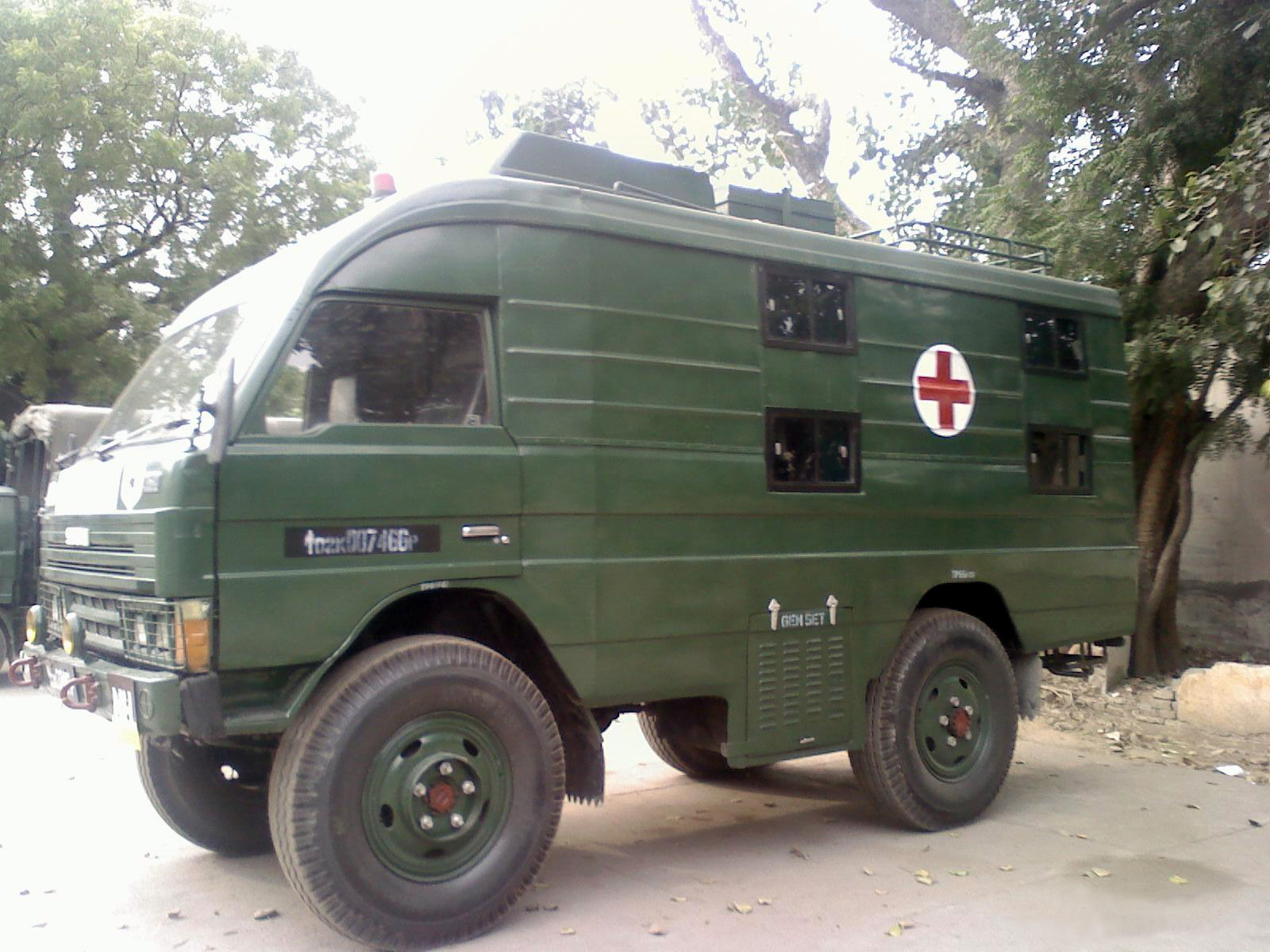
Segunda generación de tracción 4x4 de tipo ambulancia (versión construida para el ejército de la India por Swaraj Mazda).

En 1980 es anunciada una segunda generación, ante su relativo éxito. La capacidad del motor se incrementa a los 4,052 cc con la introducción de un nuevo motor, de seis cilindros de tipo diésel, referencia ZB. Este modelo ofrece una caja de cambios con la opción de sobremarcha. 
En 1982 la segunda generación del Mazda Parkway, la versión de tipo microbús, sería introducida, estando basada en el nuevo chasis del Titan. Para 1984 le son hechos cambios y retoques menores. Ya en 1987 otros cambios estéticos y retoques menores le son adicionados, tales como las cuatro luces frontales, de forma redonda, siendo cambiadas a unas rectangulares. A su vez, un gabinete para raídos de norma tipo DIN le es incorporado. 
Este modelo es el que se conoce más en Colombia, en donde fue introducido y comenzado a ensamblar a finales de 1988, el cual compartió su ingreso junto a Filipinas, donde hizo presencia el Mazda T2500, el Mazda T3000, y el más poderoso, el Mazda T4500. En Colombia con este modelo (el T4500) de Mazda compitió a partir de finales de 1991 con su rival de patio, el Chevrolet NPR, el cual a su vez desplazó al camión a gasolina Chevrolet Cheyenne o C30 de origen estadounidense, cuyas ventas se redujeron ante la llegada del Mazda T. 
En las Filipinas es raro el encontrar camiones de esta clase en servicio. La mayoría, de algunos de este tipo de camión en uso allí están destruidos o siendo chatarrizados. Pero en Colombia aún se ven unidades en servicio, y en la imagen de este Mazda T2500 en las Filipinas, su óxido ya se ve sobre lo pintado con azul en el chasis y el platón de carga.

## Tercera generación (1989–2000)

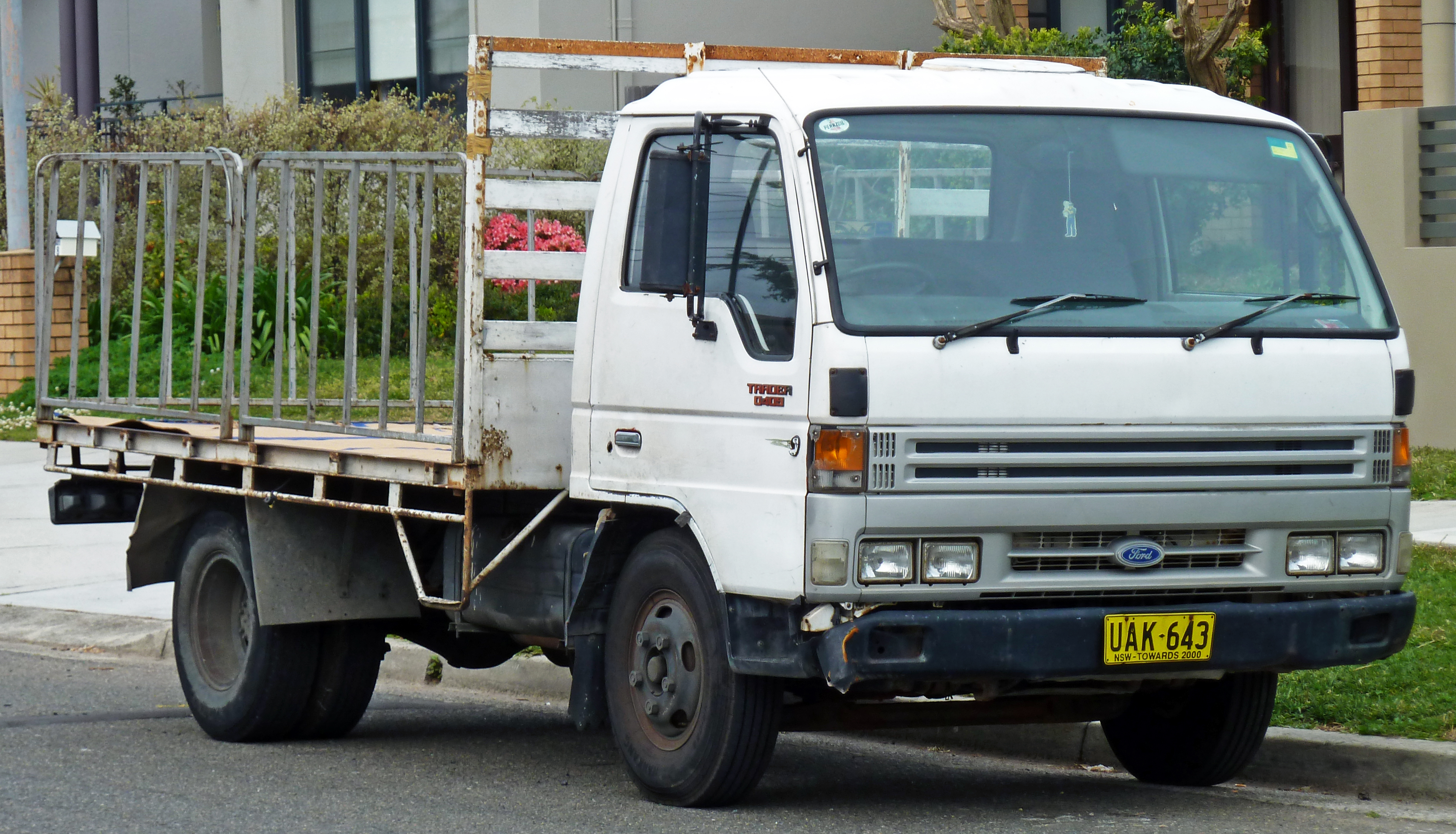
Ford Trader 0409 1989–1998 (Australia)

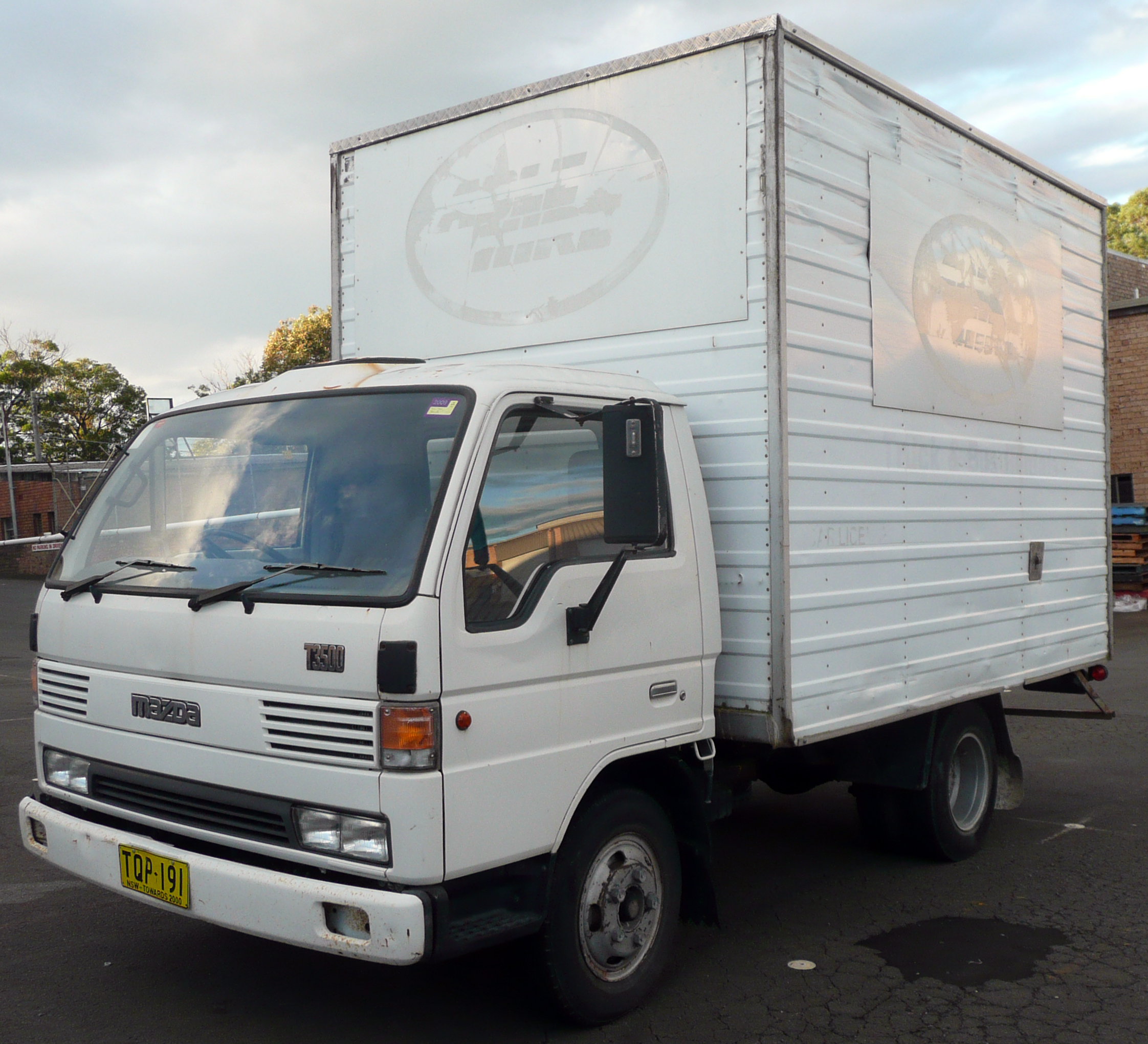
Tercera generación (1992–1995)

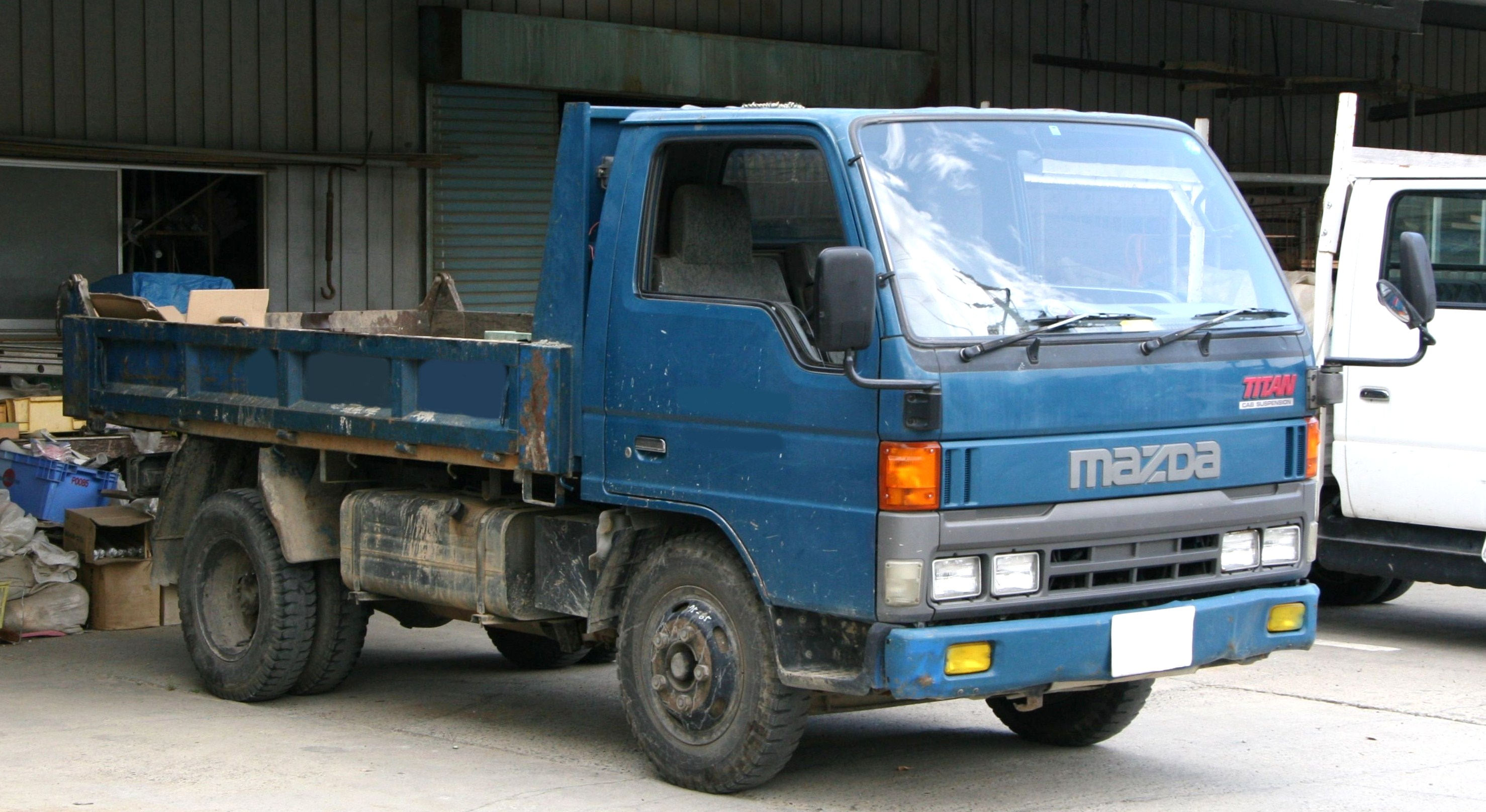
Tercera generación (1995–1997)

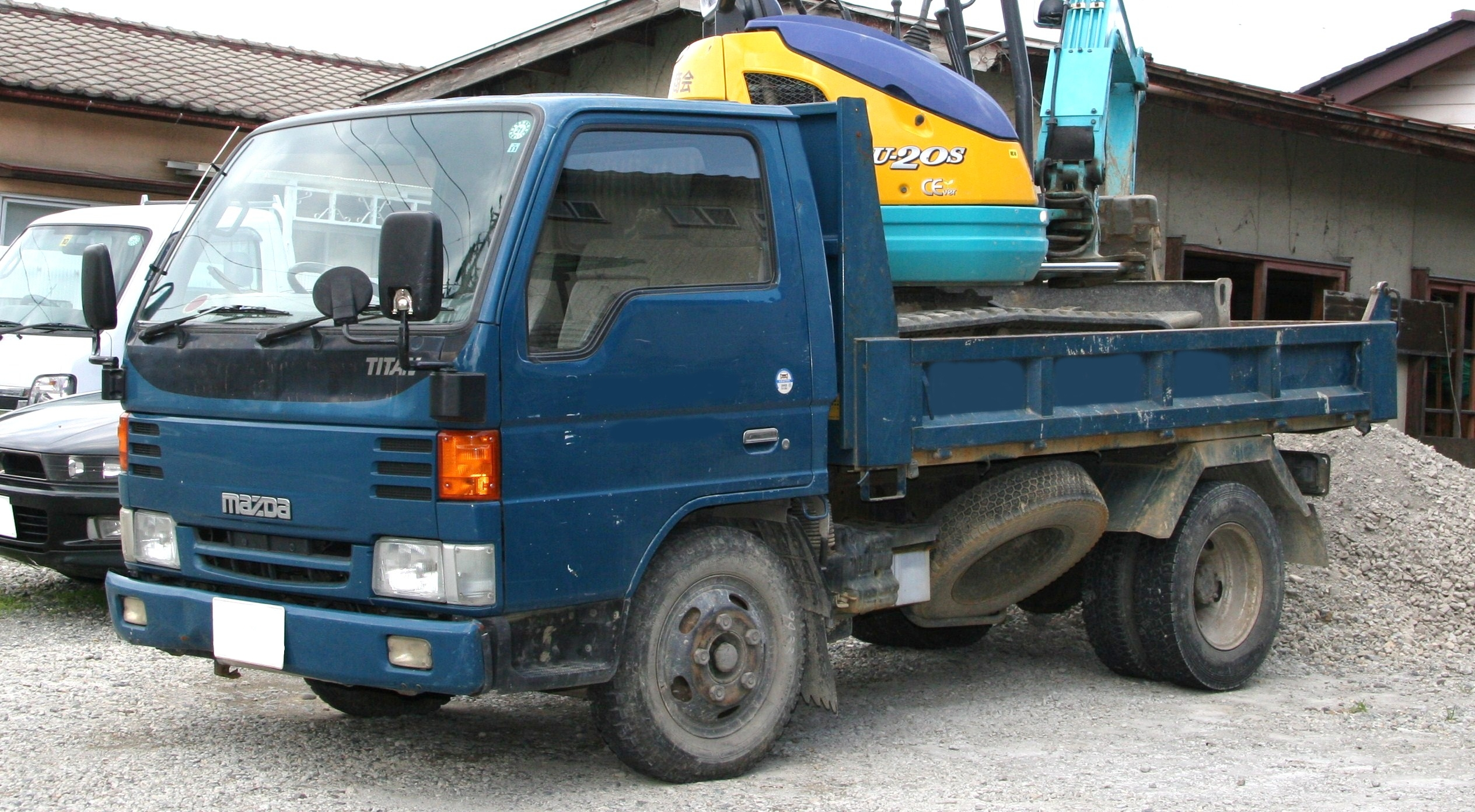
Tercera generación (1997–2000)

La tercera generación del Titan fue anunciada en 1989. Su carrocería recibió un rediseño general, pero manteniendo un aspecto similar al de su predecesor. La mayor diferencia radica en sus ventanas laterales, las que recibieron un corte pronunciado en el borde delantero, con el fin de mejorar la visibilidad del conductor. Así mismo, los logos de la enseña "Titan" fueron cambiados por stickers. El nuevo Titan a su vez recibió guardabarros, con el logo "Titan" siendo más prominente. En 1992 al Titan se le hicieron ligeros retoques, que suavizaron su aspecto, haciéndolo más moderno.
En 1995 recibe otro retoque estético, junto a mejoras mecánicas: Para cumplir con las nuevas normatividades sobre emisiones de 1994, Mazda tuvo que reemplazar sus motores más contaminantes con propulsores de la casa Isuzu: El 4HF1 y el 4HG1. Así mismo, el logo Mazda se haría considerablemente más grande.
En octubre de 1997 sería hecha otra modernización sobre el vehículo. Su frontal sería redondeado, junto con el parabrisas hecho más grande en apariencia colocando piezas adicionales de plástico debajo de éste. Las lámpara rectangulares serían reemplazadas con otras de diseño deforme e irregular con envolturas a su alrededor. El logo de Titan sería cambiado de letras rojas a letras blancas.
En mayo de 1999, los estándares de emisiones de 1998 serían cumplidos -excepto por la versión de cuatro litros- la cual no cumpliría con las regulaciones hasta noviembre del mismo año.
Siguió usándose la designación de Ford Trader y la de "Mazda T Turbo Diesel" para sus versiones de exportación. Sus compradores podían optar por cabinas extendidas que incorporaban camas, gabinetes en el techo, y una cabina que incluye una grúa hidráulica para su levantamiento.
Las mecánicas eran de motores diésel de cuatro o seis cilindros, algunos de los cuales eran de procedencia Perkins, o motores a gasolina también de cuatro o seis cilindros.

## Cuarta generación (2000–2004)

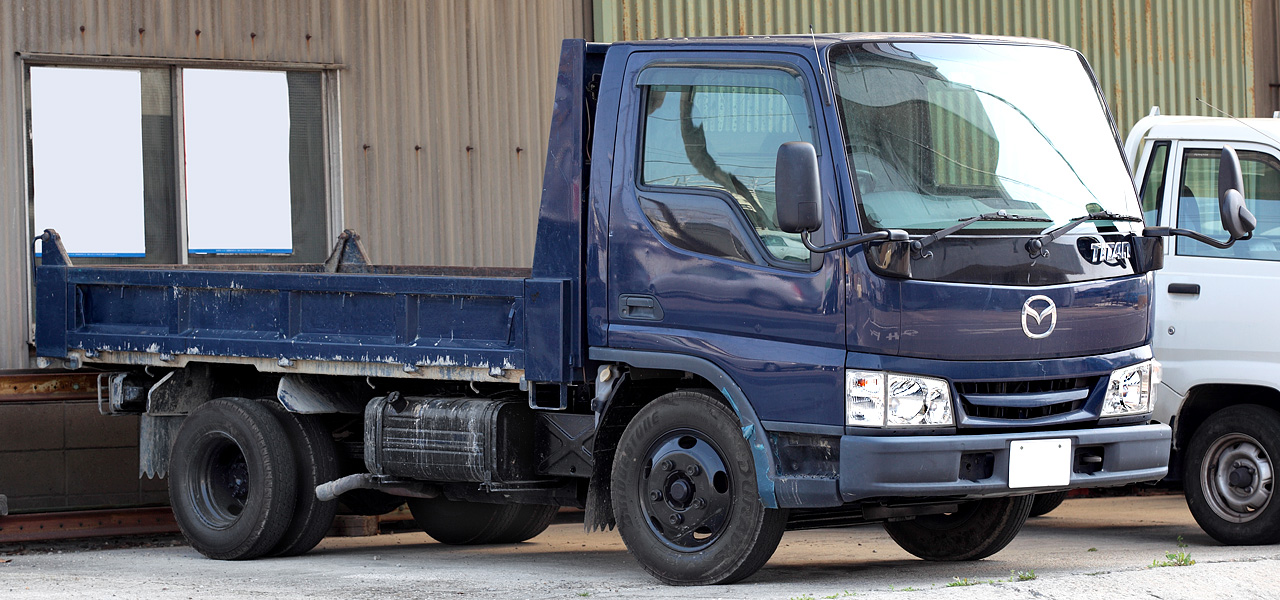
Cuarta generación

Para mayo del 2000 es relanzada, con una cuarta generación, que lleva retoques en su carrocería. En octubre del mismo año es presentada la versión "Bushido", con la que la variante derivada del Bongo sería descontinuada. En noviembre del mismo año es lanzada una versión que usa como combustible GNC. En el 2004 se hace la transición de coches de propia manufactura a vehículos OEM derivados del Isuzu Elf OEM. Solamente el Bushido continúa en producción siendo hechas por la Mazda solamente las labores de estampado de carrocerías . En el año mismo, y ante las normas regulatorias sobre emisiones siendo aún más estrictas, se introduce un nuevo motor diésel compatible con estas. Todos los modelos ahora cuentan de serie con airbags para el equipo. En el año 2007, el cumplimiento de la normativa se renueva para hacerla a largo plazo. En el año 2010 el Bushido sería descontinuado.

## Quinta generación (2004–2007)

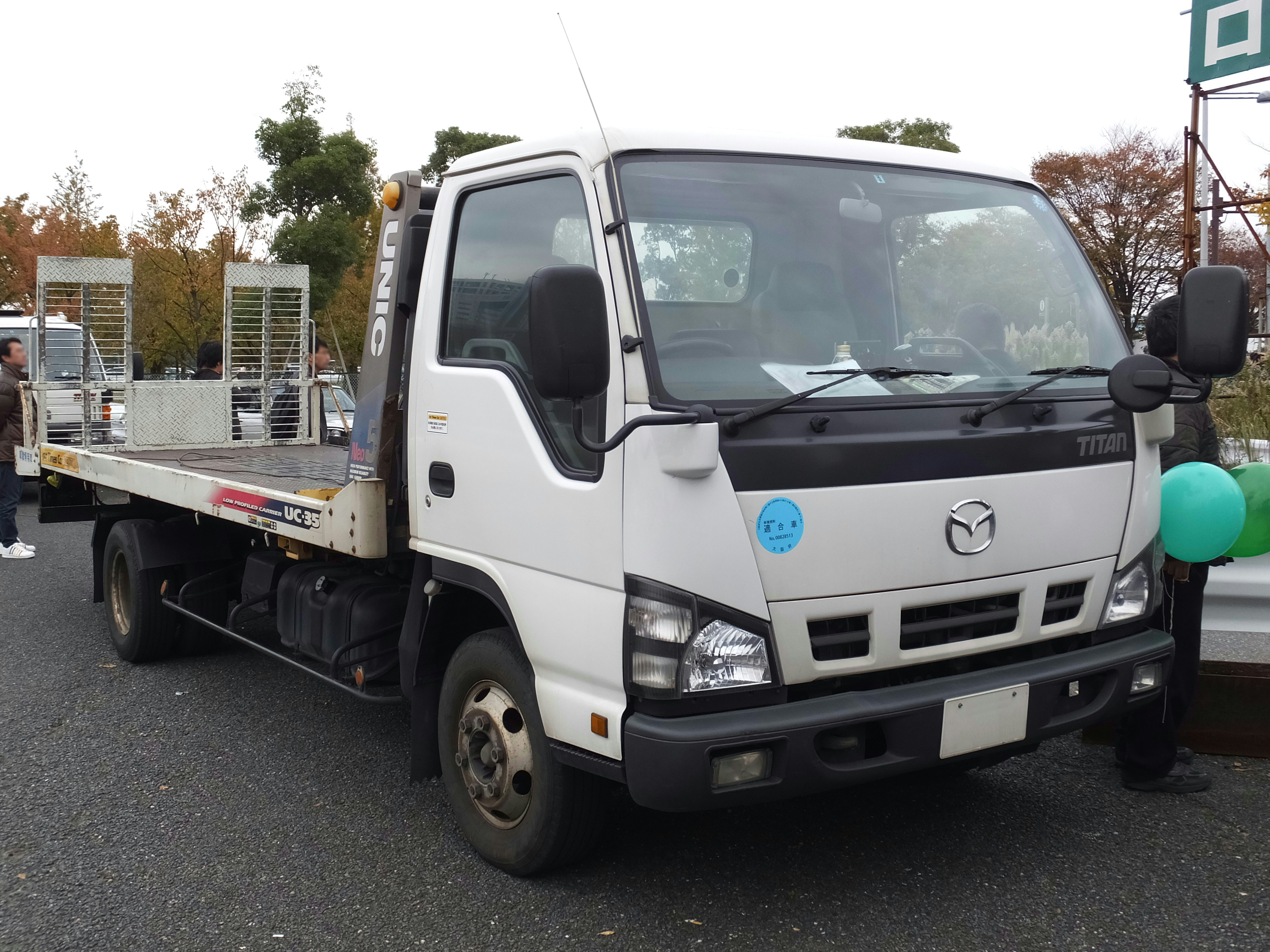
Un Mazda Titan de quinta generación.

Para junio de 2004 el ligero Bushido se convertiría en el único camión de la gama hecho aún con materiales y en las factorías de la Mazda, siendo la quinta generación del Titan fabricada con conjuntos OEM suministrados por la Isuzu (Elf's sin contramarcar). La cuarta sería la última generación de desarrollo propio de vehículos entre las 1.5-4 toneladas de capacidad, la que vería un raro corte en sus cifras de producción por solo cuatro años -siendo que la vida promedio de un modelo de camión en el mercado japonés es de diez años- por lo que el modelo pasaría a ser un vehículo que ya no tendría ni mecánica ni partes propiamente hechas por la Mazda.

## Sexta generación (2007–presente)

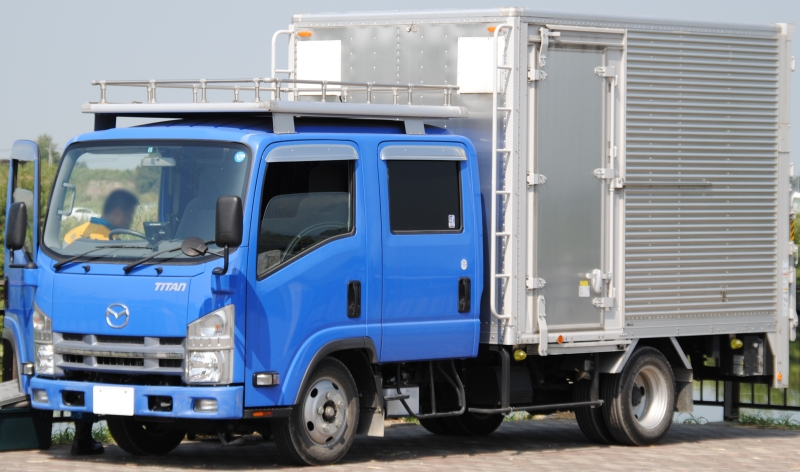
Sexta generación, de doble cabina.

El 10 de enero de 2007 llega una versión remodelada del Isuzu NPR de sexta generación con cambios en el frontal y cambio de insignias, no siendo diferente del vehículo de la Isuzu, eso si, solamente se comercializa en los mercados asiáticos.